# Elani Landman
Elani Landman (* 18. Oktober 1993 in Port Elizabeth) ist eine ehemalige südafrikanische Squashspielerin.

## Karriere
Elani Landman spielte 2013 erstmals auf der PSA World Tour und gewann auf dieser einen Titel. Ihre höchste Platzierung in der Weltrangliste erreichte sie mit Rang 89 im November 2017. Mit der südafrikanischen Nationalmannschaft nahm sie 2018 an der Weltmeisterschaft teil.
Landman studierte an der Universität Johannesburg und schloss im November 2015 ein Lehramtsstudium ab. Ihre Zwillingsschwester Lume Landman ist ebenfalls Squashspielerin.

## Erfolge
- Gewonnene PSA-Titel: 1